# Єллюм
Єллюм (нід. Jellum) — село в нідерландській провінції Фрисландія. Входить до муніципалітету Леуварден.
Його площа становить 3,25км², а населення станом на 2021 рік складало 150 осіб.
Перша згадка про населений пункт датується 13-им сторіччям.

## Галерея

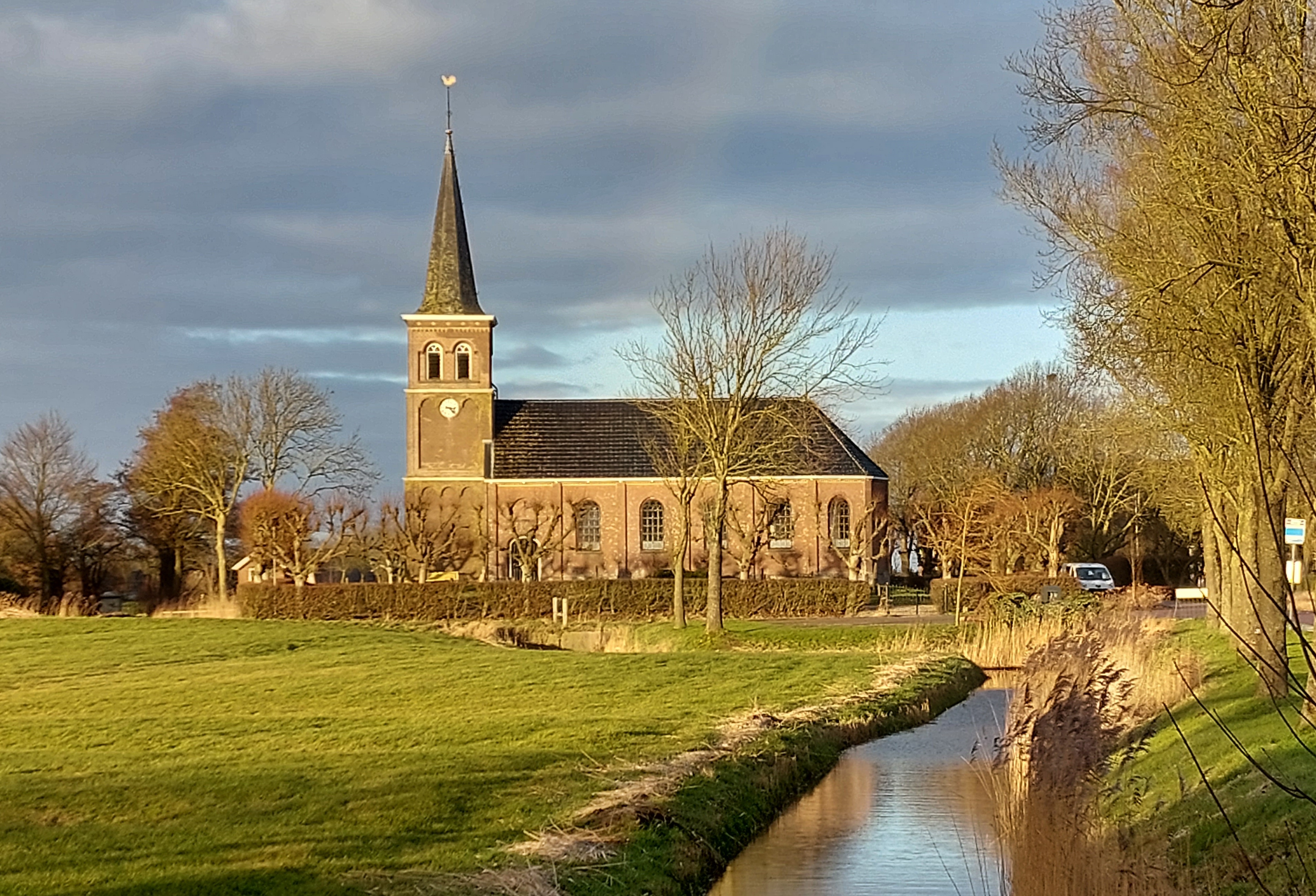
Церква у Єллюмі
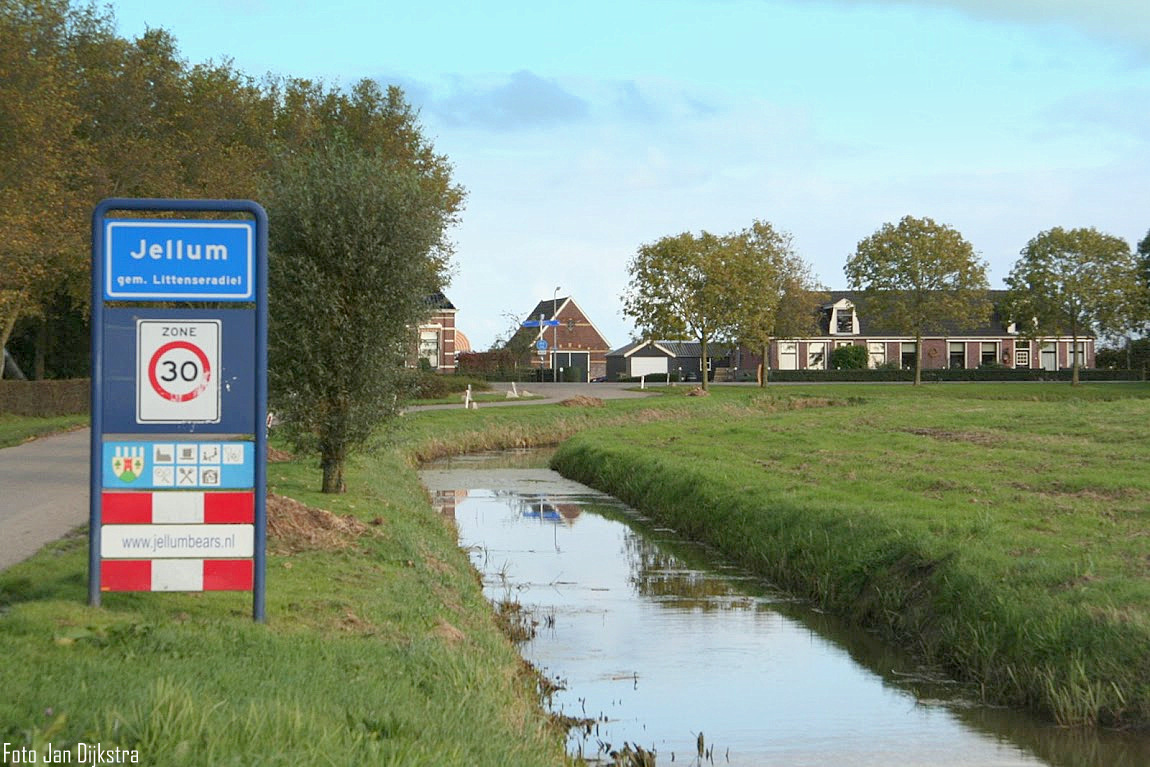
В'їзд до села
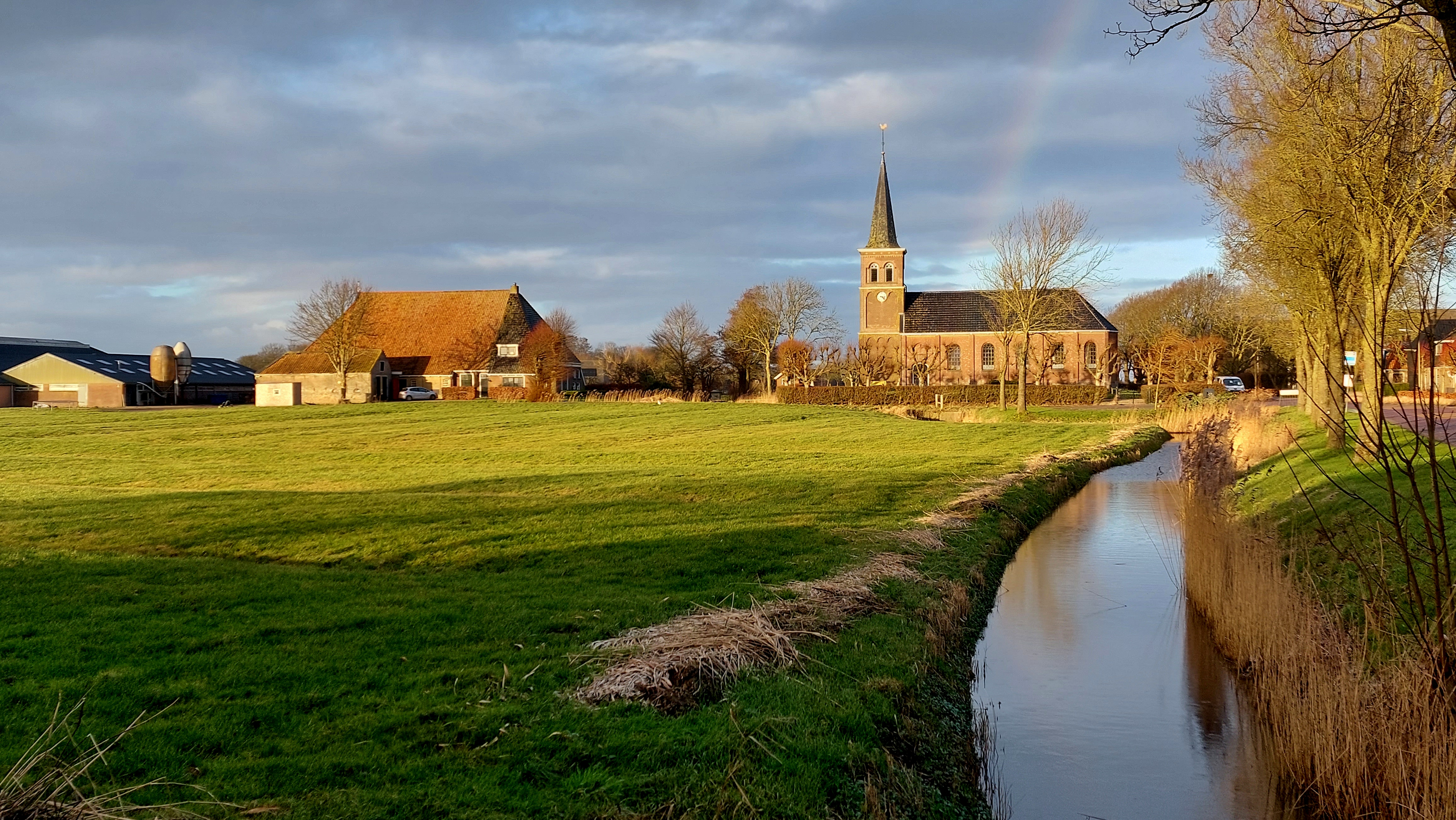
Панорама Єллюма